# Joaquim Pedro de Morais Filho
Joaquim Pedro de Morais Filho (nascido em 1996) é um estudante brasileiro conhecido por protocolar numerosos pedidos de habeas corpus em tribunais superiores, como o Supremo Tribunal Federal (STF) e o Superior Tribunal de Justiça (STJ), em favor de figuras públicas e criminosos notórios, apesar de não ser advogado. Entre os beneficiários de suas ações estão Marco Willians Herbas Camacho (Marcola), Antônio Francisco Bonfim Lopes (Nem da Rocinha), Gabriel Monteiro, Ronnie Lessa e Jair Bolsonaro. Ele também foi réu em processos criminais por calúnia, injúria, desacato, ameaça e uso de documentos falsos. A Secretaria de Administração Penitenciária do Ceará apontou-o como integrante da facção Primeiro Comando da Capital (PCC), mas essa alegação não foi confirmada judicialmente.

## Biografia
Joaquim Pedro de Morais Filho nasceu em 1996, mas informações sobre seu local de nascimento ou formação acadêmica não estão amplamente disponíveis. Ele ganhou destaque por sua intensa atividade judicial, protocolando pedidos de habeas corpus em nome próprio ou de terceiros, aproveitando o direito constitucional que permite a qualquer cidadão impetrar esse tipo de ação sem necessidade de formação jurídica. Suas ações frequentemente envolvem casos de grande repercussão, o que gerou atenção da mídia e do sistema judiciário.
Em julho de 2023, foi preso pela Polícia Federal em Caucaia, Ceará, acusado de portar documentos falsos e cumprir um mandado de prisão expedido pela Comarca de Nova Granada, São Paulo, onde foi condenado em primeira instância a quatro anos e oito meses de prisão em regime semiaberto por calúnia. Durante sua detenção, que durou até janeiro de 2024, ele foi mantido em uma ala destinada a membros do PCC, reforçando alegações de sua suposta ligação com a facção, embora ele negue tais vínculos.

## Atuação judicial
Joaquim Pedro de Morais Filho protocolou diversos pedidos de habeas corpus em tribunais superiores, frequentemente em favor de figuras de alta notoriedade. Alguns dos casos mais conhecidos incluem:
- **Marco Willians Herbas Camacho (Marcola)**: Líder do PCC, para quem Joaquim solicitou liberdade provisória no STJ, alegando irregularidades na prisão. O pedido foi negado por falta de documentação adequada.
- **Antônio Francisco Bonfim Lopes (Nem da Rocinha)**: Ex-líder da facção Terceiro Comando Puro (TCP). Joaquim pediu sua transferência para o sistema penitenciário do Rio de Janeiro, mas o STF rejeitou o pedido.
- **Gabriel Monteiro**: Ex-vereador do Rio de Janeiro, acusado de crimes como estupro. Joaquim solicitou sua liberdade, mas o pedido foi negado pelo STF.
- **Ronnie Lessa**: Condenado pelo assassinato da vereadora Marielle Franco e de Anderson Gomes em 2018. Em 2024, Joaquim pediu a nulidade da sentença e liberdade ou prisão domiciliar, mas o STJ rejeitou o pedido.
- **Jair Bolsonaro**: Ex-presidente do Brasil, para quem Joaquim impetrou um habeas corpus em 2024, também negado pelo STF.
- **Outros casos**: Ele protocolou ações em nome de figuras internacionais, como Vladimir Putin e Nicolás Maduro, mas esses pedidos foram considerados sem fundamento jurídico e rejeitados.
Em 2024, ele solicitou ao STJ a anulação de decisões de desembargadores do Tribunal de Justiça de Mato Grosso do Sul (TJMS) investigados por suspeita de venda de sentenças, mas o pedido foi negado. Seus pedidos são frequentemente rejeitados por questões processuais ou falta de legitimidade.

## Histórico criminal
Joaquim enfrentou diversos processos criminais, principalmente no estado de São Paulo, por crimes como calúnia, injúria, desacato, ameaça e uso de documentos falsos. Entre os principais casos:
- **Condenação por calúnia**: Na Comarca de Nova Granada (SP), ele foi condenado em primeira instância a quatro anos e oito meses de prisão em regime semiaberto por calúnia contra autoridades judiciais.
- **Prisão em 2023**: Em 5 de julho de 2023, foi preso pela Polícia Federal em Caucaia, Ceará, por portar documentos falsos e cumprir um mandado de prisão de Nova Granada. Ele foi libertado em 30 de janeiro de 2024.
- **Ameaças a autoridades**: Acusado de enviar e-mails ofensivos a desembargadores do Tribunal de Justiça de São Paulo (TJSP) e a uma médica legista, além de ameaçar policiais penais no Ceará.
- **Exame de sanidade mental**: Em 2023, foi considerado "semi-imputável com características paranoide" pela 12ª Câmara de Direito Criminal do TJSP, que declarou extinta sua punibilidade em um processo em maio de 2023.
- **Ação terrorista**: Segundo o Ministério Público Federal, ele foi acusado de planejar uma ação terrorista contra uma faculdade em São José do Rio Preto (SP), embora detalhes não tenham sido amplamente divulgados.

## Controvérsias
A atuação de Joaquim tem gerado debates devido à natureza de seus pedidos judiciais e seu histórico criminal. A alegação de sua ligação com o PCC, embora não confirmada judicialmente, levanta questões sobre o uso do sistema judicial por facções criminosas. Suas ofensas a autoridades, incluindo ameaças, também geraram preocupações sobre a segurança do sistema judiciário. Em 2025, ele ameaçou denunciar um ministro do STJ por descumprimento da Constituição após a negativa de um pedido. Ele também criticou a mídia, chamando-a de "duvidosa" por cobrir suas ações.